# Merler Park

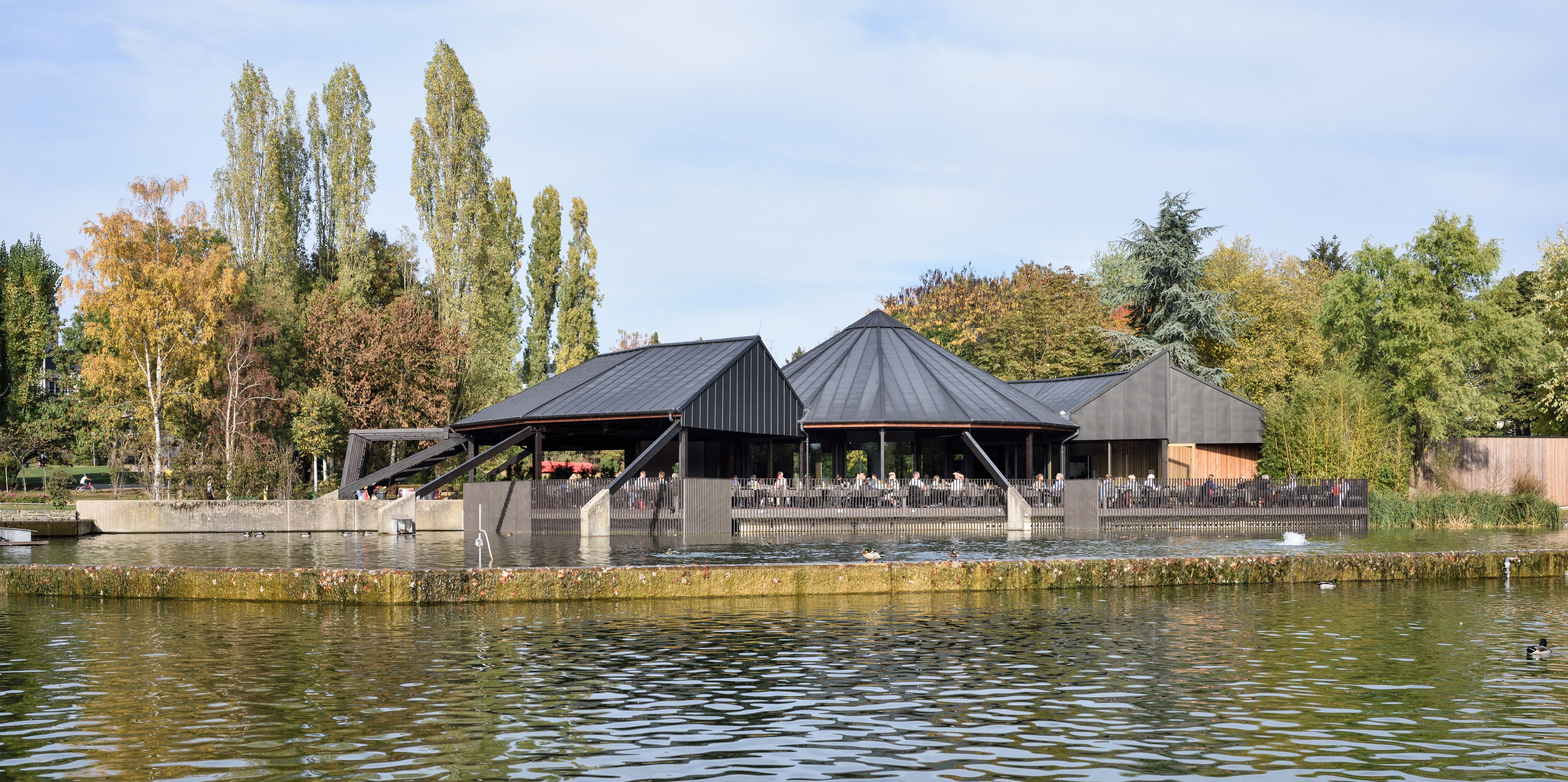
Das Wasserbassin und der Pavillon nach der Renovierung (2018).

Der Merler Park (Lëtzebuergesch:  Märeler Park) ist ein öffentlicher Park im Stadtteil Hollerich der Stadt Luxemburg.
Er hat eine Fläche von rund 5 Hektar und hat die Form eines unregelmäßigen Fünfecks. Er wird im Westen begrenzt durch den Boulevard Pierre-Dupong, im Norden durch die Avenue du Dix-Septembre, im Osten durch die Avenue Guillaume und im Süden durch die Rue de Bragance.
In der Mitte des Parks gibt es ein großes Wasserbassin aus Beton mit zwei Springbrunnen. Im Park leben Enten, die auf auf dem Wasser errichteten Unterständen brüten.
Neben dem Wasserbassin gibt es einen Pavillon mit Terrasse, in dem sich eine Gastronomie befindet. 
Im nordwestlichen Teil des Parks befindet sich ein Springbrunnen, von dem ein kleiner Wasserlauf bis zum Bassin verläuft.
Im nördlichen Teil des Parks gibt es einen großen Spielplatz für Kinder und Jugendliche.

## Der Pavillon

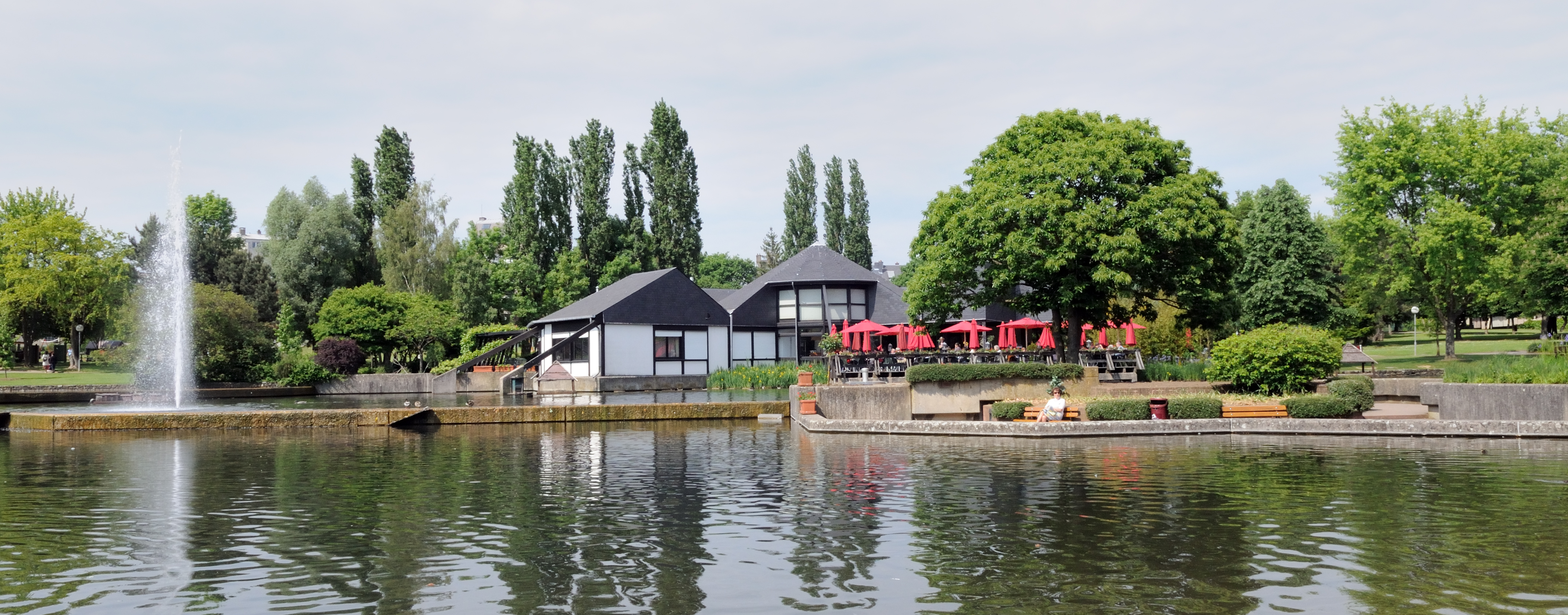
Der Pavillon vor der Renovierung (2015).

Der Pavillon wurde 1977 nach Plänen des Architekten Pol Holweck gebaut. Von 2016 bis 2018 wurde das Gebäude renoviert und ausgebaut, dieses nach Plänen des Architekturbüros Holweck Bingen Architectes.
Bei der Renovierung wurde der ursprüngliche Stil aus den 1970er Jahren beibehalten. Richtung Osten bekam der Pavillon einen neuen Anbau, der vom Service des Parcs der Stadt Luxemburg genutzt wird. Das Projekt kostete insgesamt 3,3 Millionen Euro. Die offizielle Einweihung war am 18. April 2018.

## Skulpturen im Park
- La machine du temps von Daniele Bragoni
- Oeil de Boeuf von Richard Cole

## Wasservögel im Park
Im Laufe der Jahre hat das Wasserbassin verschiedene Vogelarten angezogen, die sich regelmäßig dort aufhalten. Laut Beschilderung am Bassin sind dies:
Verwilderte Hausenten – Stockenten – Graureiher – Blesshühner – Wasserhühner – Nilgänse